# アヴァンナータ
アヴァンナータ基礎自治体（グリーンランド語: Avannaata Kommunia）は、グリーンランドの基礎自治体のひとつ。中心地はイルリサット。南にケケタリク自治体、南東にセルメルソーク自治体、東から北にかけて北東グリーンランド国立公園と接し、西にはネアズ海峡を挟んでカナダ領エルズミーア島がある。北西部のチューレ空軍基地は行政上自治体には属していない。またカナダとグリーンランドで領有権を主張しているハンス島はアヴァンナータに属するとされている。面積は522,700km2、人口は10,846人（2024年推計）で、どちらもセルメルソークに次ぐ規模である。
2018年1月1日の行政区画改編で旧カースートスップ自治体の北・中部を継承する形で設置された。

## 主な町と集落
アヴァンナータは広大な範囲を管轄しており、大きく4つのグループに分けられる。
イルリサット地域
- イルリサット
- イリマナク
- オカートスト
- ケケルタク（英語版）
- サカック（英語版）

カーナーク地域
- カーナーク
- ケケタット
- サビシビーク（英語版）
- シオラパルク

ウマナック地域
- ウマナック
- イケラサク（英語版）
- イロルスイト（英語版）
- ニアコルナト（英語版）
- ヌーガートシュアク（英語版）
- カールシュト
- Saattut
- ウクシサット（英語版）

ウペルナビク地域
- ウペルナビク
- Aappilattoq
- インナースート（英語版）[3]
- Kangersuatsiaq
- クッロルシュアク（英語版）
- Naajaat
- Nutaarmiut
- Nuussuaq
- タシウシャク（英語版）
- ウペルナビク・クヤレック